# 429 до н. е.

## Події
- консули Риму Гост Лукрецій Тріціпітін та Луцій Сергій Фіденат (вдруге)
- 88 олімпіада, рік перший
- поразка афінян під Спартолою, низка перемог афінян на морі, афіняни знищили м. Кідонія на о. Крит, Пердікка II виступає проти Афін, Сіталк Одриський вдерся до Македонії, примусивши Пердікку до миру.
- новий правитель Цинь Хуай-гун (429—425)

## Померли
- Перикл — давньогрецький політичний діяч
- Цзао-гун, правитель Цинь